# Guillaume de Kalbermatten
Pour les articles homonymes, voir Kalbermatten.
Guillaume de Kalbermatten, né le 15 novembre 1793 à Asten et mort le 25 décembre 1875 à Rome, est un militaire suisse, originaire de Viège.

## Biographie
Il commence sa carrière militaire en 1804 en Espagne où il est promu sous-lieutenant en 1807, lieutenant en 1809 puis capitaine du corps des carabiniers de Castille en 1812. En 1814, il est muté au 4e régiment suisse en Espagne où il sert jusqu'en 1830. 
De retour en Suisse, il empêche le partage du Valais en deux demi-cantons en 1840 alors qu'il est commandant de la garnison de la ville de Sion. Deux ans plus tard, il est cofondateur de la Gazette du Simplon de Saint-Maurice.
Le 21 mai 1844, il commande les troupes de la Vieille Suisse qui battent la Jeune Suisse menée par Maurice Barman et Alexis Joris au pont du Trient (Vernayaz). Il est ensuite élu Conseiller d'État de 1845 à 1847.
Il est élu commandant des troupes du Sonderbund en 1847 mais refuse le poste en faveur de Jean-Ulrich de Salis-Soglio. Il reste toutefois au commandement des troupes valaisannes pendant la guerre homonyme.
Après la défaite de la coalition, il quitte la Suisse en 1848 pour rejoindre la garde suisse pontificale comme général de brigade au service du pape Pie IX. Il est nommé membre du Conseil de guerre de l'armée pontificale en 1870 et finit sa vie au Vatican.

## Sources
- Fonds : Guillaume de Kalbermatten (14e siècle-20e siècle) [4,36 mètres].  Cote : CH AEV, Guillaume de Kalbermatten. Sion : Archives de l'État du Valais (présentation en ligne).